# 셰리 (영화)
셰리(Cheri)는 독일에서 제작된 스티븐 프리어즈 감독의 2009년 코미디, 드라마, 멜로/로맨스 영화이다. 미셸 파이퍼 등이 주연으로 출연하였고 톰 마운트 등이 제작에 참여하였다.

## 출연

### 주연
- 미셸 파이퍼
- 프란세스 토멜티
- 톰 버크
- 루퍼트 프렌드

### 조연
- 허버트 텔레겐
- 조 셰리던
- 캐시 베이츠
- 토비 켑벨
- 펠리시티 존스
- 이븐 야일리
- 알랑 추린
- 베티 본
- 니콜라 맥오리피
- 앤드라스 하모리
- 게이 브라운
- 롤로 윅스
- 잭 워커
- 나타샤 캐쉬맨
- 아니타 팔렌버그
- 해리엇 월터
- 짐 바이워터
- 스티븐 프리어즈
- 주닉스 이노시안
- 존 세일

## 제작진
- 프로듀서: 라파엘 베놀리엘
- 프로듀서: 마르코 길레스
- 프로듀서: 다니엘 만
- 공동제작: 라파엘 베놀리엘
- 공동제작: 랄프 슈미츠
- 공동제작: 바스티안 그리에즈
- 조감독: 델핀 베트랑
- 조감독: 엘리어트 매튜스
- 조감독: 스튜어트 렌프로
- 조감독: 귈헴 맬고르
- 조감독: 줄리앙 쁘띠
- 미술: 앨런 맥도널드
- 세트: 베로니크 멜러리
- 헤어: 앤드라스 하모리
- 의상: 콘소라타 보일
- 분장부문: 다니엘 필립스
- 배역: 레오 데이비스
- 배역: 빅토리아 토머스
- 프로덕션매니저: 아르노 듀터큐
- 프로덕션매니저: 앨리스테어 홉킨스
- 프로덕션매니저: 사만다 녹스-존스턴
- 프로덕션매니저: 앤 레스닉
- 프로덕션매니저: 마티유 루빈